# اسکورپا
اسکورپا (انگلیسی: Scorpa) شرکت موتورسیکلت‌سازی فرانسوی است، که در سال ۱۹۹۳ تأسیس شد.